# Ptyodactylus
Ptyodactylus – rodzaj jaszczurek z rodziny Phyllodactylidae.

## Zasięg występowania
Rodzaj obejmuje gatunki występujące w Afryce (Egipt, Algieria, Maroko, Mauretania, Wybrzeże Kości Słoniowej, Mali, Burkina Faso, Ghana, Togo, Benin, Niger, Nigeria, Kamerun, Czad, Sudan, Erytrea, Dżibuti, Somalia i Etiopia) i w południowo-zachodniej i południowej Azji (Syria, Liban, Izrael, Jordania, Arabia Saudyjska, Jemen, Oman, Zjednoczone Emiraty Arabskie, Irak i Pakistan). 

## Systematyka
Rodzaj zdefiniował w 1820 roku niemiecki paleontolog, zoolog i botanik Georg August Goldfuss w podręczniku poświęconym zoologii. Gatunkiem typowym jest (oznaczenie monotypowe) wachlarzopalczyk domowy (P. hasselquistii). 

### Etymologia
Ptyodactylus: gr. πτυον ptuon ‘wachlarz’, od πτυσσω ptussō ‘sfałdować, zwinąć’; δακτυλος daktulos ‘palec’.

### Podział systematyczny
Do rodzaju należą następujące gatunki: 
- Ptyodactylus ananjevae Nazarov, Melnikov & Melnikova, 2013
- Ptyodactylus bischoffsheimi Boutan, 1893
- Ptyodactylus dhofarensis Nazarov, Melnikov & Melnikova, 2013
- Ptyodactylus guttatus Heyden, 1827
- Ptyodactylus hasselquistii (Donndorff, 1798) – wachlarzopalczyk domowy[7]
- Ptyodactylus homolepis Blanford, 1876
- Ptyodactylus orlovi Nazarov, Melnikov & Melnikova, 2013
- Ptyodactylus oudrii Lataste, 1880
- Ptyodactylus puiseuxi Boutan, 1893 – wachlarzopalczyk izraelski[8]
- Ptyodactylus ragazzii Anderson, 1898
- Ptyodactylus rivapadiali Trape, 2017
- Ptyodactylus ruusaljibalicus Simó-Riudalbas, Metallinou, de Pous, Els, Jayasinghe, Péntek-Zakar, Wilms, Al-Saadi & Carranza, 2017
- Ptyodactylus siphonorhina Anderson, 1896
- Ptyodactylus togoensis Tornier, 1901